# Riksväg 73

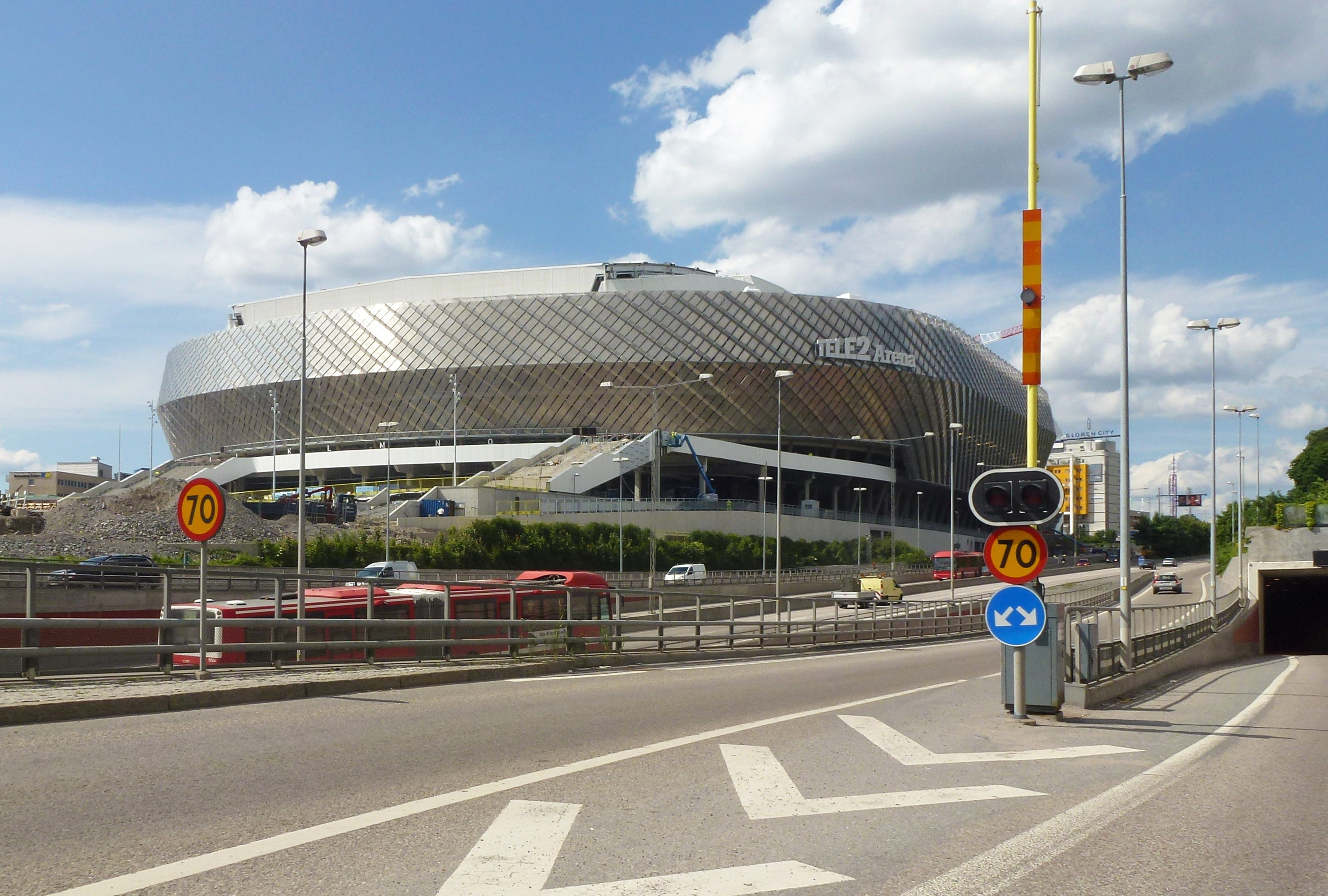
Rv 73 i höjd med 3Arena, 2013.

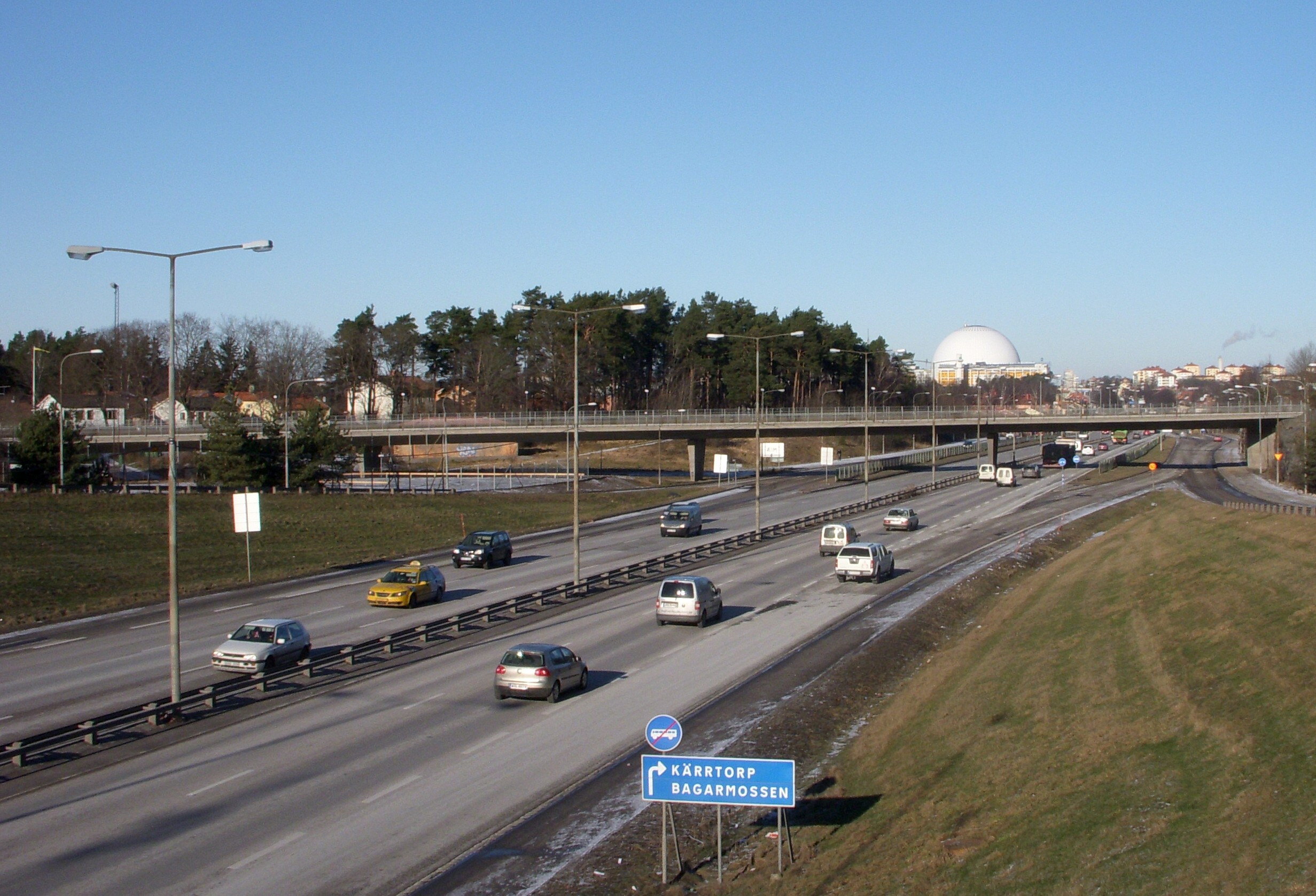
Nynäsvägen i höjd med Tallkrogen, vy mot norr, Globen i bakgrunden, 2009.

Riksväg 73 går på Södertörn mellan Stockholm och Nynäshamn och är huvudvägen söderut från Skanstull i Stockholm. Sträckan är 57 kilometer. Vägen kallas Nynäsvägen inom Stockholms och Huddinge kommuner och den är den tredje längsta vägen i Stockholms län. Inom Haninge och Nynäshamn har riksväg 73 inget namn. Namnet Nynäsvägen är i dessa kommuner namnet på den ursprungliga vägen som går från kommungränsen mot Huddinge förbi Handen, Jordbro och Västerhaninge och vidare mot Nynäshamn. (I Huddinge heter denna väg Gamla Nynäsvägen).

## Historik

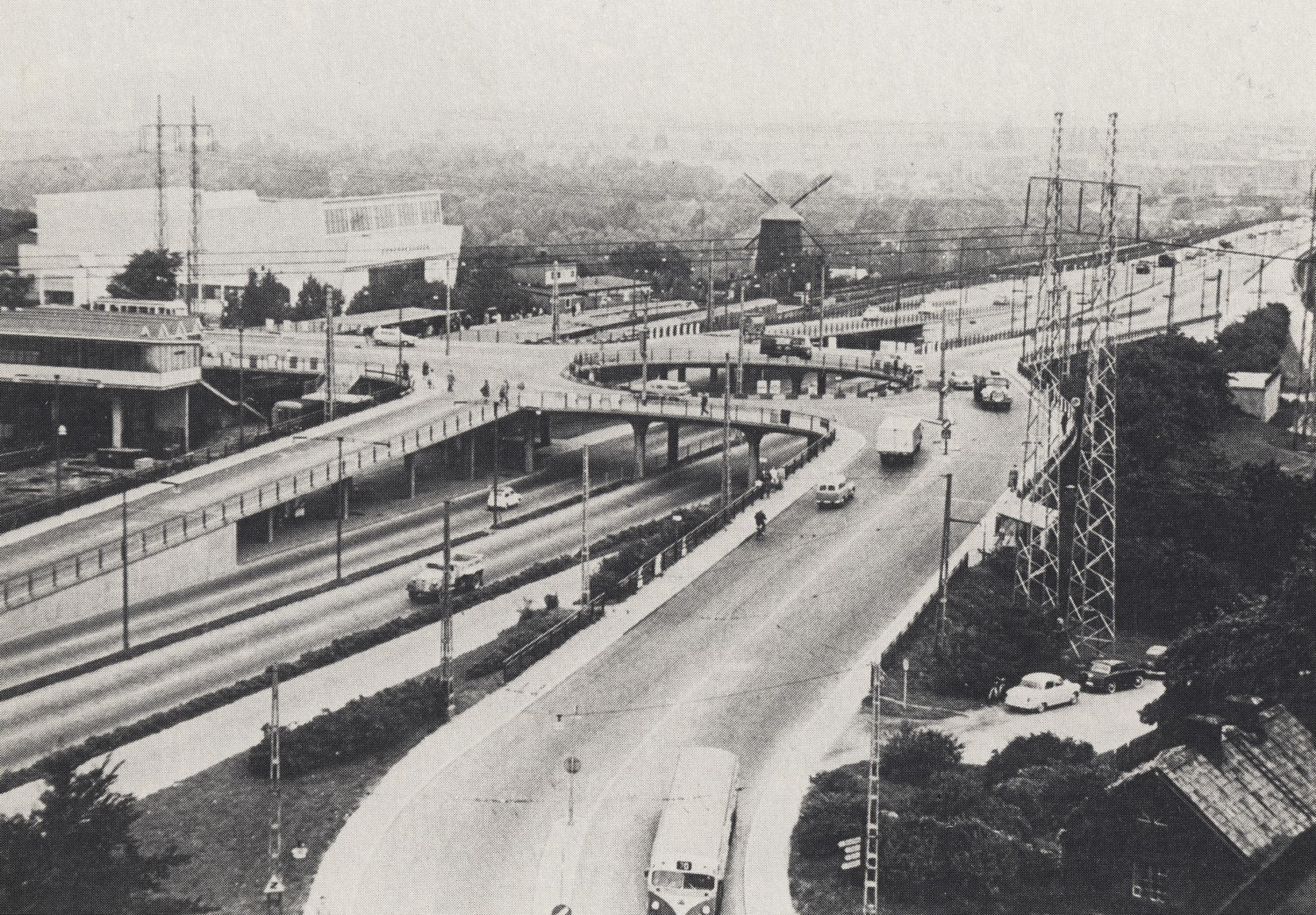
Nynäsvägens planskilda korsning med Huddingevägen i början av 1960-talet, vy mot nordväst, Skanskvarn och Årstaviken i bakgrunden.

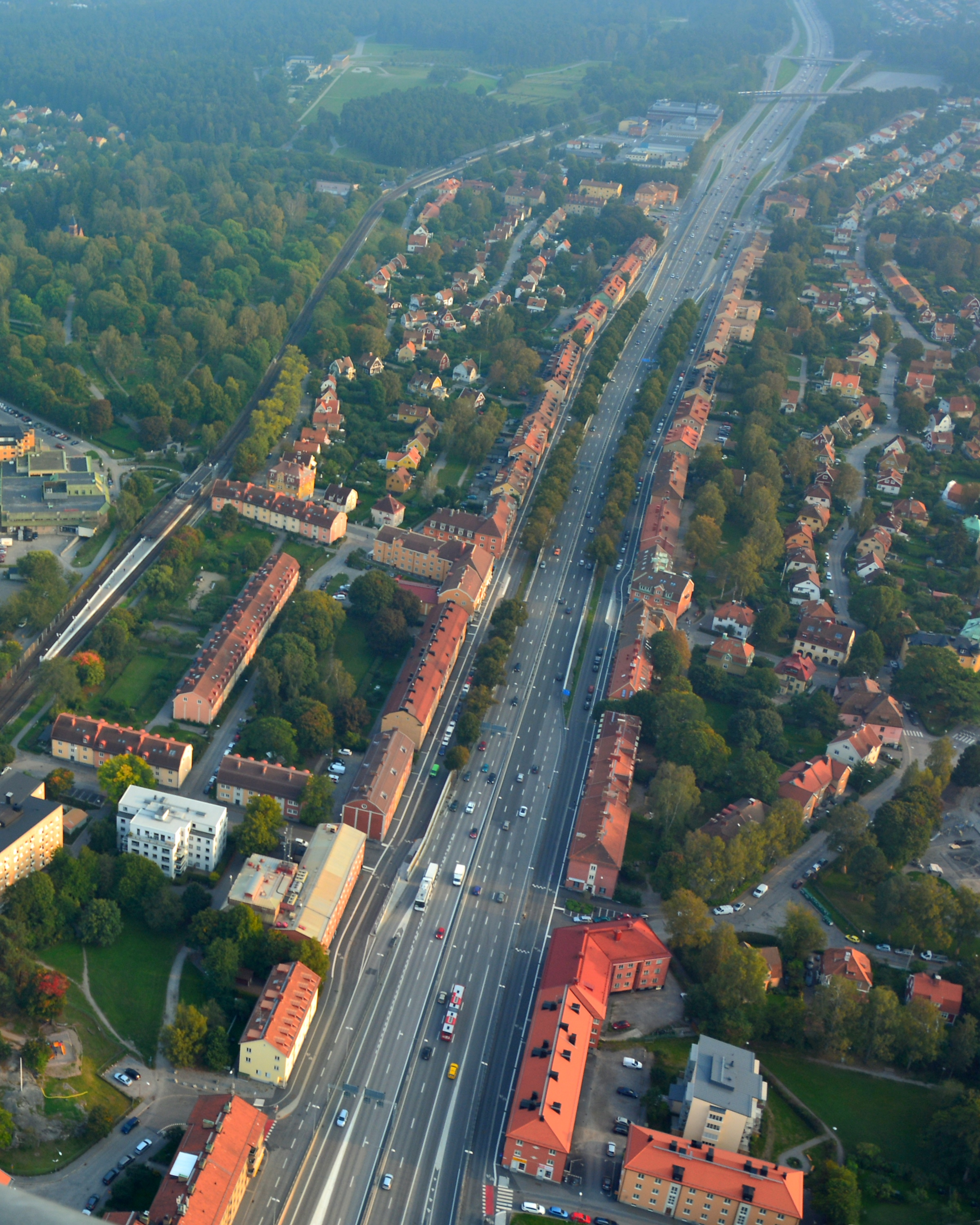
Nynäsvägen söderut genom Gamla Enskede.

Namnet Nynäsvägen gavs 1939 för delen inom Stockholms kommun och övriga kommuner senare. Under 1940-talet och 1950-talet hette vägen länsväg 143. Den äldsta landsvägen från Skanstull söderut var Dalarövägen som gick från Skansbron.
Genom att Södra begravningsplatsen anlades 1895 och exploatering av Enskede gård 1908 fick vägen större betydelse. När Skogskyrkogårdens första etapper invigdes 1920 hade vägen flyttats i ett något västligare läge för att skapa plats för kyrkogården. På 1930-talet utfördes diverse ombyggnadsarbeten av Nynäsvägen, en del som så kallade nödhjälpsarbeten. Under denna tid utfördes även permanentbeläggning av vägen inom Stockholms kommuns område.
År 1939 beslöt stadsfullmäktige byggandet av en högbro över Hammarbykanalen, Skanstullsbron, samt erforderliga väganslutningar till bland annat Huddingevägen norr om Gullmarsplan (Johanneshovsmotet). Den nya förbindelsen invigdes 1947, något fördröjd genom andra världskriget. Nynäsvägens modernisering i övrigt påbörjades 1944 med delen söder om Gamla Enskede. På sträckan genom Gamla Enskede utfördes åren 1958–1959 en helt ny vägsträcka för genomgångstrafiken i den breda mittremsan, medan den gamla sträckningen behölls som lokalgator på ömse sidor av den nya vägen. Detta möjliggjordes av att den tidigare spårvägslinjen nr 8 till Enskede ersatts med tunnelbana och buss så att utrymmet mellan alléträden blev tillgängligt.
Åren 1961–1971 breddades vägen till sex körfält från Skanstull till Stortorpsvägen, samtidigt utfördes samtliga korsningar planskilda och vägen fick standard av stadsmotorväg. Motorvägen Gubbängen–Handen öppnades under perioden 1965–1975, och fortsättningen till Västerhaninge (trafikplats Fors) under 1990-talet.
År 1984 tillkom nya anslutningsramper till och från nybyggda Johanneshovsbron. 2004 sänktes vägsträckan vid Globen, korsningen med Enskedevägen/Sofielundsvägen utfördes planskild (Sofielundsmotet) och anslutningar till Södra länken kom till.
Den 24 maj 2009 öppnades den 6 kilometer långa motorvägssträckan från trafikplats Fors till trafikplats Gryt i Haninge kommun och den 26 september samma år öppnades fortsättningen till trafikplats Överfors i Nynäshamns kommun. Den 4 december 2010 invigdes delen Överfors − Älgviken strax norr om Nynäshamns tätort.
Betongbroarna mellan Fors och Nynäshamn är formgivna av arkitekt Erik Andersson.
Motorvägsutbyggnaden ersatte ett vägavsnitt som kallats Dödens väg.

## Sträckning
Nynäsvägen tar sin början vid Johanneshovsmotet vid Gullmarsplan med anslutning från Johanneshovsbron och Skanstullsbron samt Johanneshovsvägen (tidigare Huddingevägen), och fortsätter därifrån över tunnelbanan (Gullmarsplan-Skärmarbrink), via Globen (Västra Sofielundsavfarten) till Sofielundsmotet. Vid Sofielundsmotet ligger tunnelmynningarna för Skräddartunneln och Skeppartunneln, som leder riksväg 73 mellan Södra Länken och Nynäsvägen. Vid Sofielundsmotet, som ligger vid korsningen mellan Nynäsvägen och Enskedevägen/Sofielundsvägen, börjar också två enkelriktade gator på varsin sida om huvudvägen. De fortsätter söderut 1000 m genom Gamla Enskede, och är de enda delarna av Nynäsvägen i Stockholm som är adressnumrerade.
Nynäsvägen fortsätter söderut under tunnelbanan (Skogskyrkogården–Tallkrogen) och Lingvägen, utmed Skogskyrkogården till Gubbängsmotet där den ansluter till Örbyleden och Tyresövägen (länsväg 229). Från Gubbängsmotet går den under Farstavägen och Ågesta Broväg, och passerar sedan kommungränsen till Huddinge kommun där sedan Magelungsvägen (länsväg 271) ansluter.
Gamla Nynäsvägen går därefter utmed Trångsund och Skogås till gränsen mot Haninge. Nynäsvägen fortsätter från gränsen mot Huddinge förbi Handen, Jordbro, Västerhaninge, Landfjärden och Ösmo till Nynäshamn, där den slutar vid järnvägsstationen och Gotlandskajen. Det är dessa vägar som har adresser.
Riksväg 73 (som saknar namn i Haninge och Nynäshamns kommuner) går som motorväg mellan trafikplats Gubbängen i Stockholms kommun och trafikplats Älgviken i Nynäshamns kommun. Även norr om trafikplats Gubbängen är vägen mötesfri och saknar plankorsningar.

## Vägstandard
| Delsträcka                                 | Delsträcka                                 | Avstånd | Hastighet | Vägstandard        |
| ------------------------------------------ | ------------------------------------------ | ------- | --------- | ------------------ |
| Stockholm Trafikplats Johanneshov          | Stockholm (Farsta) Trafikplats Gubbängen   | 4 km    |           | 2+2-väg / 3+2-väg. |
| Stockholm (Farsta) Trafikplats Gubbängen   | Stockholm (Larsboda) Trafikplats Larsboda  | 2 km    |           | Motorväg (2+2)     |
| Stockholm (Larsboda) Trafikplats Larsboda  | Huddinge (Trångsund) Trafikplats Trångsund | 2 km    |           | Motorväg (2+2)     |
| Huddinge (Trångsund) Trafikplats Trångsund | Lidatorp Trafikplats Lidatorp              | 35 km   |           | Motorväg (2+2)     |
| Lidatorp Trafikplats Lidatorp              | Älgviken Trafikplats Älgviken              | 3 km    |           | Motorväg (2+2)     |
| Älgviken Trafikplats Älgviken              | Nynäshamn Trafikplats Norvik               | 3 km    |           | Landsväg.          |
| Nynäshamn Trafikplats Norvik               | Nynäshamn Färjeterminal                    | 2 km    |           | 2+2-väg.           |

## Trafikplatser längs riksväg 73

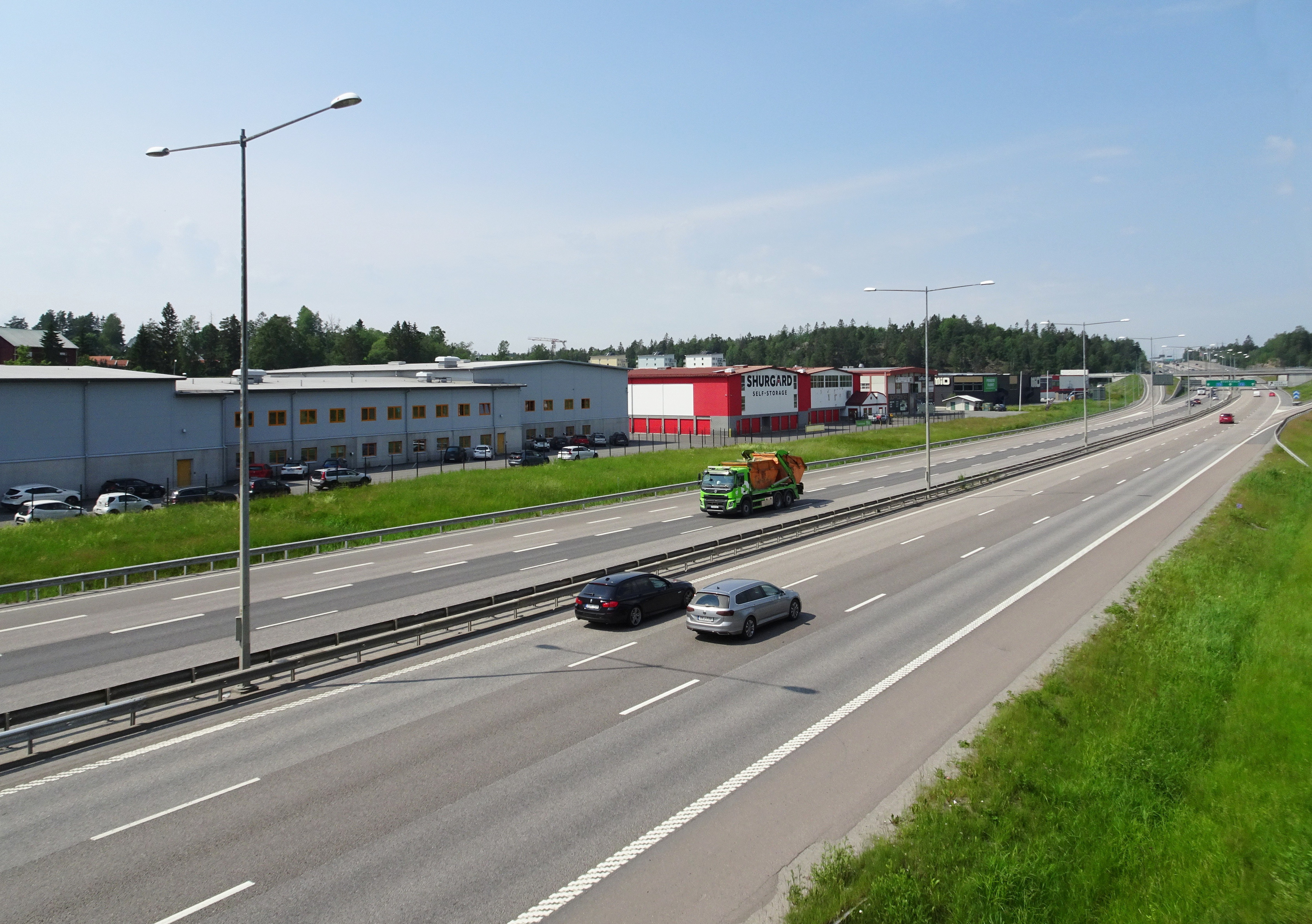
Riksväg 73 norrut, strax söder om trafikplats Vega i Haninge kommun, juni 2021.

|----
|                                                   | Nr | Namn                       | Skyltning                                              |
| ------------------------------------------------- | -- | -------------------------- | ------------------------------------------------------ |
| Fyrfältsväg från Gullmarsplan till Gubbängen      |    |                            |                                                        |
|                                                   |    | Trafikplats Gullmarsplan   | , Gullmarsplan, Hammarby Sjöstad, Skanstull/Södermalm  |
|                                                   |    | Trafikplats Sofielundsplan | Södra länken , Globen, Enskede                         |
|                                                   |    | Trafikplats Sockenvägen    | Enskedefältet, Kärrtorp, Bagarmossen, Skogskyrkogården |
|                                                   |    | Trafikplats Tallkrogen     | Tallkrogen, Gubbängen                                  |
|                                                   | Nr | Namn                       | Skyltning                                              |
| Motorväg från Trafikplats Gubbängen till Älgviken |    |                            |                                                        |
|                                                   |    | Trafikplats Gubbängen      | Skarpnäck, Sköndal, Hökarängen                         |
|                                                   |    | Trafikplats Farsta         | Farsta C                                               |
|                                                   |    | Trafikplats Larsboda       | Ågesta, Larsboda, Farsta strand                        |
|                                                   |    | Trafikplats Trångsund      | Älvsjö, Farsta C, Trångsund                            |
|                                                   |    | Trafikplats Skogås         | Skogås                                                 |
|                                                   |    | Trafikplats Länna          | Huddinge, Länna                                        |
|                                                   |    | Trafikplats Vega           | Vega, Norrby                                           |
|                                                   |    | Trafikplats Handen         | Haninge C, Vendelsö, Brandbergen                       |
|                                                   |    | Trafikplats Jordbro        | Dalarö, Huddinge                                       |
|                                                   |    | Trafikplats Västerhaninge  | Västerhaninge C, Tungelsta, Dalarö                     |
|                                                   |    | Trafikplats Fors           | Årsta havsbad, Försvarsmakten Berga                    |
|                                                   |    | Trafikplats Gryt           | Söderby brygga, Tungelsta                              |
|                                                   |    | Trafikplats Segersäng      | Segersäng, Landfjärden                                 |
|                                                   |    | Trafikplats Överfors       | Landfjärden, Ösmo                                      |
|                                                   |    | Trafikplats Ösmo           | Ösmo, Muskö, Södertälje                                |
|                                                   |    | Trafikplats Lidatorp       | Älby, Lidatorp, Björsta                                |
|                                                   |    | Trafikplats Älgviken       | Nynäshamn centrum                                      |
| Landsväg till Nynäshamn                           |    |                            |                                                        |
|                                                   |    | Trafikplats Norvik         | Norvikshamnen                                          |